# Lenzenstelsel
In de optica verstaat men onder de term lenzenstelsel een groep lenzen waarvan de componenten zodanig op elkaar zijn afgesteld dat zij elkaars afbeeldingsfouten zo goed mogelijk compenseren. De aan de foutcorrectie te stellen eisen hangen af van de beoogde toepassing.

## Voorbeelden van lenzenstelsels
Afhankelijk van de toepassing kan men onder meer de volgende soorten lenzenstelsels onderscheiden:
- Objectieven, voor toepassing in:
  - Camera’s voor foto, film, video, enzovoort.
  - Projectoren
  - Telescopen, waarbij vooral in de grotere telescopen spiegelobjectieven worden gebruikt in plaats van lenzenobjectieven
  - Verrekijkers
  - Microscopen
- Oculairs, die dienen om het door een objectief gevormde beeld met het oog te bekijken
- Condensoren, die in een projector het licht zo gelijkmatig mogelijk over de te projecteren afbeelding verdelen
- Collimatoren, die dienen om een evenwijdige lichtbundel te vormen, worden vooral in laboratoria gebruikt